# Juno Fan Choice Award

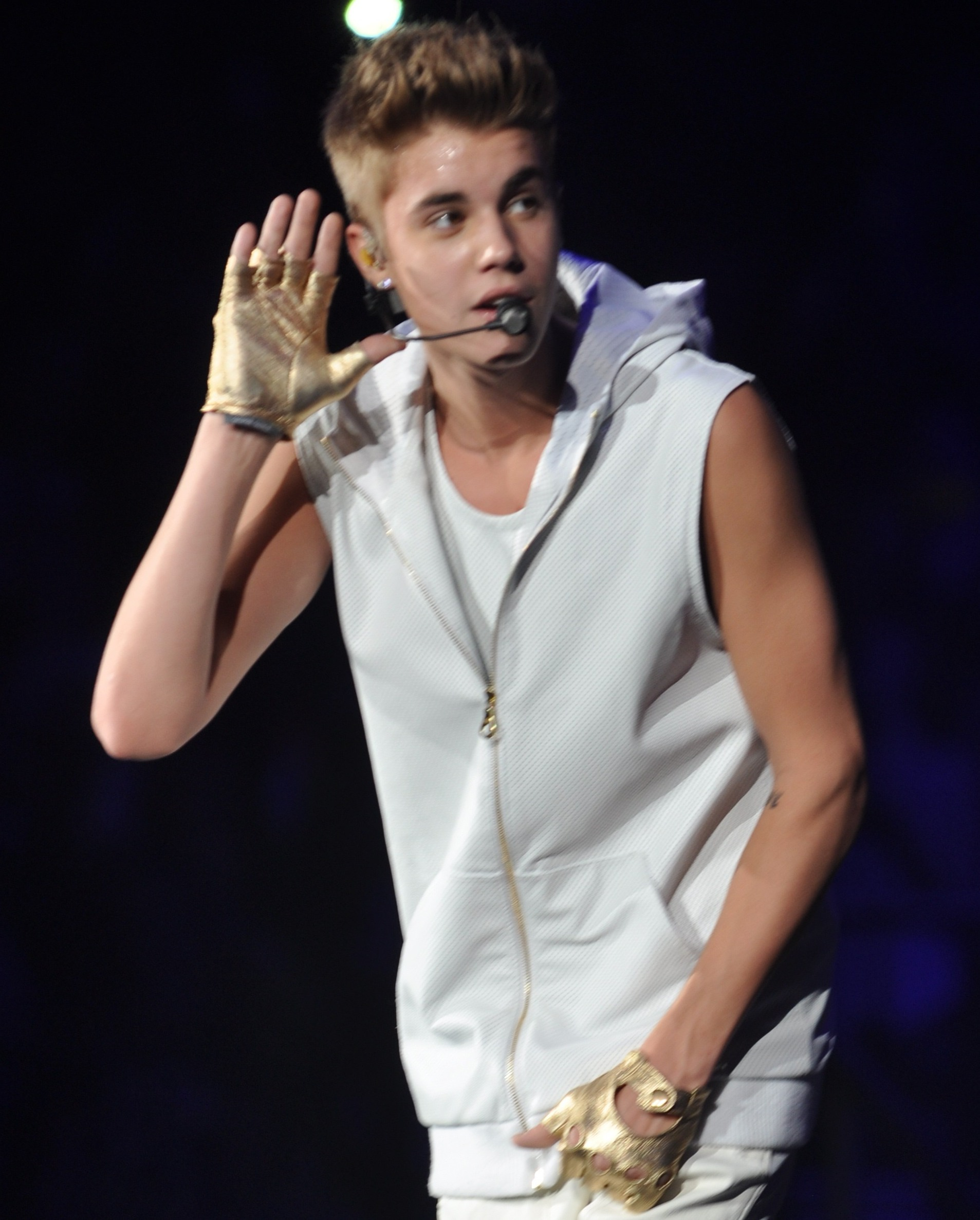
Justin Bieber gewann den Award fünf Mal.

Der Juno Fan Choice Award wird seit 2003 jährlich im Rahmen der Juno Awards von der Canadian Academy of Recording Arts and Sciences (CARAS)  vergeben. Es handelt sich um eine Kategorie, die von kanadischen Musikfans bestimmt wird und der einzige Award der Veranstaltung, der nicht von einer Jury beziehungsweise den Mitgliedern der CARAS bestimmt wird. Die Nominierungen werden durch die Verkäufe bestimmt. Anschließend wird per Onlinevoting abgestimmt. Von 2003 bis 2011 wurden die Nominierungen auf fünf festgelegt, nach 2012 wurde die Liste auf zehn erweitert.

## Rekorde
Justin Bieber bekam den Award mit fünf Mal am häufigsten verliehen. Shawn Mendes folgt mit insgesamt vier Awards.  Danach kommen Michael Bublé und Avril Lavigne  mit drei Awards, und Nickelback mit zwei. Nickelback wurde neun Mal nominiert.

## Übersicht
| Jahr | Sieger        | Nominierte | Refs.  |
| ---- | ------------- | --- | ------ |
| 2003 | Shania Twain  | - Céline Dion - Diana Krall - Avril Lavigne - Nickelback                                                                                | [ 2 ]  |
| 2004 | Nickelback    | - Céline Dion - Avril Lavigne - Sarah McLachlan - Shania Twain                                                                          | [ 3 ]  |
| 2005 | Avril Lavigne | - Diana Krall - Sarah McLachlan - Marie-Élaine Thibert - Shania Twain                                                                   | [ 4 ]  |
| 2006 | Simple Plan   | - Céline Dion - Diana Krall - Michael Bublé - Nickelback                                                                                | [ 5 ]  |
| 2007 | Nelly Furtado | - Gregory Charles - Michael Bublé - Nickelback - Sarah McLachlan                                                                        | [ 6 ]  |
| 2008 | Michael Bublé | - Céline Dion - Claude Dubois - Nelly Furtado - Avril Lavigne                                                                           | [ 7 ]  |
| 2009 | Nickelback    | - Céline Dion - Feist - Hedley - The Lost Fingers                                                                                       | [ 8 ]  |
| 2010 | Michael Bublé | - Ginette Reno - Johnny Reid - Maxime Landry - Nickelback                                                                               | [ 9 ]  |
| 2011 | Justin Bieber | - Drake - Hedley - Johnny Reid - Michael Bublé                                                                                          | [ 10 ] |
| 2012 | Justin Bieber | - Arcade Fire - Avril Lavigne - City and Colour - deadmau5 - Drake - Ginette Reno - Hedley - Michael Bublé - Nickelback                 | [ 11 ] |
| 2013 | Justin Bieber | - Michael Bublé - Leonard Cohen - Céline Dion - Drake - Hedley - Carly Rae Jepsen - Marianas Trench - Metric - Nickelback               | [ 12 ] |
| 2014 | Justin Bieber | - Arcade Fire - Michael Bublé - Céline Dion - Drake - Hedley - Avril Lavigne - Serena Ryder - Robin Thicke - Walk Off the Earth         | [ 13 ] |
| 2015 | Michael Bublé | - Arcade Fire - Bobby Bazini - Drake - Hedley - Leonard Cohen - Magic! - Nickelback - Serge Fiori - You+Me                              | [ 14 ] |
| 2016 | Justin Bieber | - Alessia Cara - Carly Rae Jepsen - Cœur de pirate - Dean Brody - Drake - Shawn Hook - Shawn Mendes - The Weeknd - Walk Off the Earth   | [ 15 ] |
| 2017 | Shawn Mendes  | - Alessia Cara - Belly - Drake - Hedley - Justin Bieber - Ruth B - The Strumbellas - The Weeknd - Tory Lanez                            | [ 16 ] |
| 2018 | Shawn Mendes  | - Alessia Cara - Arkells - Jessie Reyez - Justin Bieber - Shawn Hook - The Weeknd - Theory - Walk Off the Earth                         | [ 17 ] |
| 2019 | Avril Lavigne | - bülow - Alessia Cara - Elijah Woods x Jamie Fine - Killy - Loud Luxury - Shawn Mendes - NAV - Tory Lanez - The Weeknd                 | [ 18 ] |
| 2020 | Avril Lavigne | - bbno$ - Justin Bieber - Alessia Cara - Ali Gatie - Tory Lanez - Loud Luxury - Shawn Mendes - Nav - The Weeknd                         | [ 19 ] |
| 2021 | Shawn Mendes  | - Justin Bieber - Les Cowboys Fringants - Ali Gatie - Tate McRae - Nav - JP Saxe - Lennon Stella - Curtis Waters - The Weeknd           |        |
| 2022 | Shawn Mendes  | - 347aidan - bbno$ - Charlotte Cardin - Forest Blakk - Jessia - Justin Bieber - Loud Luxury - Pressa - The Weeknd                       |        |
| 2023 | Avril Lavigne | - Tate McRae - Shawn Mendes - Preston Pablo - Mackenzie Porter - The Reklaws - Rêve - Tyler Shaw - Lauren Spencer-Smith - The Weeknd    |        |
| 2024 | Karan Aujla   | - Charlotte Cardin - Daniel Caesar - DVBBS - Josh Ross - Shubh - Tate McRae - ThxSoMch - Walk Off the Earth - The Weeknd                |        |
| 2025 | bbno$         | - Karan Aujla - Dean Brody - Les Cowboys Fringants - Jade Eagleson - Josh Ross - Tate McRae - Shawn Mendes - Preston Pablo - The Weeknd |        |